# 749 Malzovia
749 Malzovia  este un asteroid din centura principală.

## Caracteristici
Asteroidul a fost descoperit la 5 aprilie 1913, de astronomul rus Serghei Ivanovici Beliavski, de la Observatorul Astronomic din Crimeea. Desemnarea sa provizorie era 1913 RF.
Numele de Malzovia îl onorează pe astronomul amator rus Nikolai Sergheevici Malțov, care a fondat Observatorul din Simeiz.
Asteroidul prezintă o orbită caracterizată printr-o semiaxă mare de 2,2430899 UA și de o excentricitate de 0,1736751, înclinată cu 5,38892°, în raport cu ecliptica.

## Veziși
- Lista planetelor minore/701–800
- Centură de asteroizi